# 41 км (зупинний пункт, Південна залізниця)
41 кіломе́тр — пасажирський залізничний зупинний пункт Куп'янської дирекції Південної залізниці
Розташований у смт Введенка Чугуївський район Харківської області на лінії Зелений Колодязь — Коробочкине між станціями Мохнач (2 км) та Есхар (5 км).
Станом на березень 2020 року щодоби дев'ять пар приміських електропоїздів здійснюють перевезення за маршрутом Гракове/Занки — Лосєве.